# Agapetus vireo
Agapetus vireo är en nattsländeart som beskrevs av Ross 1941. Agapetus vireo ingår i släktet Agapetus och familjen stenhusnattsländor. Inga underarter finns listade i Catalogue of Life.